# Andrew Niccol
Andrew M. Niccol, född 10 juni 1964 i Paraparaumu, Kapiti Coast, Nya Zeeland, är en nyzeeländsk manusförfattare, filmregissör och filmproducent.

## Biografi
Andrew Niccol långfilmsdebuterade med sciencefiction-filmen Gattaca (1997), som han både skrev manus till och regisserade.
Innan dess hade han dock skrivit manuset till den originella och tankeväckande science fiction-dramat The Truman Show (1998), med Jim Carrey i huvudrollen. Filmens producent Scott Rudin ville emellertid inte låta den i långfilmssammanhang oerfarne Niccol regissera filmen, eftersom han tyckte att riskerna var för stora, utan lät den mer erfarne Peter Weir sköta regin. 1999 vann Niccol en BAFTA för sitt manus till The Truman Show.
Sedan 2002 är Niccol gift med Rachel Roberts, som han har två barn tillsammans med.

## Filmografi (urval)
- 1997 – Gattaca (regi och manus)
- 1998 – The Truman Show (producent och manus)
- 2002 – Simone (regissör, producent och manus)
- 2004 – The Terminal (producent och manus)
- 2005 – Lord of War (regi, producent och manus)
- 2011 – In Time (regi, producent och manus)
- 2013 – The Host (regi och manus)
- 2014 – Good Kill (regi, producent och manus)